# Elshof
De Elshof is een buurtschap in de gemeente Olst-Wijhe in de Nederlandse provincie Overijssel. Het ligt in het oosten van de gemeente, op ongeveer vier kilometer ten oosten van Wijhe en vier kilometer ten westen van Raalte.